# Grigorij Gamburcew
Grigorij Aleksandrowicz Gamburcew, ros. Григо́рий Алекса́ндрович Га́мбурцев (ur. 10 lutego?/23 lutego 1903 w Petersburgu, zm. 28 czerwca 1955 w Moskwie) – radziecki geofizyk i sejsmolog. Zajmował się sesjmometrią i przewidywaniem trzęsień ziemi. Pochodził z Petersburga, związany był z Uniwersytetem Moskiewskim, na którym w 1926 ukończył studia na Wydziale Fizyczno-Matematyczny. Pracował też w Instytucie Fizyki i Biofizyki Ludowego Komisariatu Ochrony Zdrowia ZSRR m.in. jako starszy asystent. Od 1938 do 1943 pracował w Instytucie Geofizyki Teoretycznej Akademii Nauk ZSRR, w 1939 stanął na czele wschodnioeuropejskiej ekspedycji Akademii Nauk ZSRR. W 1939 został doktorem nauk fizyczno-matematycznych i profesorem, a w 1953 akademikiem Akademii Nauk ZSRR. W 1941 otrzymał Nagrodę Stalinowską, w 1945 Order Czerwonego Sztandaru Pracy, a w 1953 Order Lenina. Został pochowany na Cmentarzu Nowodziewiczym.
Jego imieniem nazwano podlodowcowe pasmo górskie na Antarktydzie (Góry Gamburcewa) oraz złoża ropy naftowej w obwodzie archangielskim.